# Borie, Smolean
Borie (în bulgară Борие) este un sat în comuna Rudozem, regiunea Smolean,  Bulgaria. 

## Demografie
Componența etnică a satului Borie
     Bulgari (67,36%)
     Nicio identificare (17,15%)
     Altele (15,48%)
La recensământul din 2011, populația satului Borie era de 239 locuitori. Din punct de vedere etnic, majoritatea locuitorilor (67,36%) erau bulgari. Pentru 17,15% din locuitori nu este cunoscută apartenența etnică.